# IC 832
IC 832 је елиптична галаксија у сазвјежђу Береникина коса која се налази на листи објеката дубоког неба у Индекс каталогу.
Деклинација објекта је + 26° 26' 40" а ректасцензија 12h 53m 59,0s. Привидна величина (магнитуда) објекта IC 832 износи 13,9 а фотографска магнитуда 14,9. IC 832 је још познат и под ознакама MCG 5-30-119, CGCG 159-105, NPM1G +26.0299, PGC 43848.